# Balanta

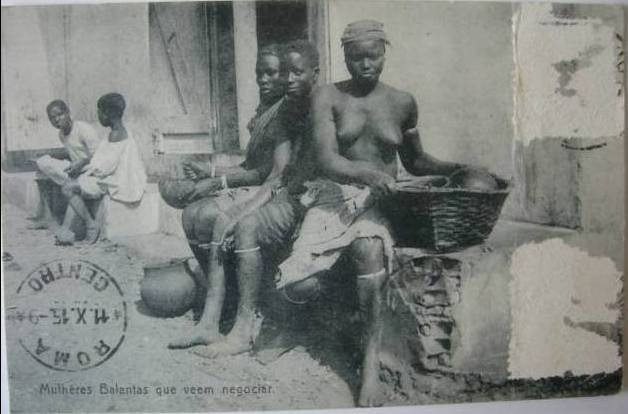
Mujeres balanzas (1915).

Los balanta o balante constituyen el mayor grupo étnico de Guinea-Bisáu, representando aproximadamente el 32 % de la población. Viven al norte y al sur del río Geba. Hablan balanta y la mayoría profesa las religiones tradicionales. Su ocupación principal es el cultivo del arroz.

## Historia
A fines del siglo XIX y comienzos del XX, los portugueses lanzaron varias campañas contra los balanta, hasta que lograron conquistar todo su territorio. Durante el periodo colonial los portugueses llevaron la mayor parte de la administración local desde las islas de Cabo Verde. Los balanta servían de trabajadores forzados en proyectos como la construcción de ferrocarriles, mientras los caboverdianos lo hacían de capataces. Este hecho y las ventajas educativas de que disfrutaban éstos provocaron entre los balanta un profundo sentimiento de frustración y resentimiento hacia los portugueses y sus ayudantes caboverdianos.
Los balanta tuvieron un papel importante en la lucha por la descolonización, pero generalmente se negaron a combatir a los portugueses fuera de su propia región, debido a su resentimiento hacia los otros grupos étnicos. La independencia en 1974 no terminó con la hostilidad de los balanta hacia los caboverdianos dado que estos últimos dominaban aún el nuevo país. En 1980 muy pocos balanta se habían promocionado en el partido único gobernante, el gobierno o el ejército y, en consecuencia, apoyaron un golpe de Estado organizado por el comandante principal (un puesto equivalente al de primer ministro) y el comandante del ejército de Guinea-Bissau, que pertenecía a los papel, aliados tradicionales de los balanta. Tras el golpe, fueron retirados de los altos cargos la mayoría de los caboverdianos y su lugar lo ocuparon miembros de los balanta, papel, manjaco y otros grupos étnicos.
- Datos: Q804639
- Multimedia: Balanta people / Q804639